# BTNHResurrection
BTNHResurrection is een album van de Amerikaanse rap groep Bone Thugs-N-Harmony. Het album verkocht meer dan 2 miljoen keer in de Verenigde Staten. De eerste single en video was "Change The World". De tweede single en video was "Can't Give It Up". De derde single was "Change The World".

## Composities
| 1.                 | Show 'Em                                   | 5:15 |
| 2.                 | The Righteous Ones (met David's Daughters) | 4:32 |
| 3.                 | 2 Glocks                                   | 4:26 |
| 4.                 | Battlezone                                 | 4:19 |
| 5.                 | Ecstacy                                    | 5:43 |
| 6.                 | Murder One                                 | 4:15 |
| 7.                 | Souljahs Marching                          | 3:40 |
| 8.                 | Servin' Tha Friends                        | 3:52 |
| 9.                 | Resurrection (Paper, Paper)                | 5:15 |
| 10.                | Can't Give It Up                           | 5:09 |
| 11.                | Weed Song                                  | 4:09 |
| 12.                | Change the World (met Big B)               | 4:31 |
| 13.                | Don't Worry                                | 5:35 |
| 14.                | Mind On Our Money                          | 5:10 |
| 15.                | No Way Out                                 | 5:10 |
| Totale duur: 75:53 |                                            |      |

| Nr. | Titel           | Duur |
| --- | --------------- | ---- |
| 16. | One Night Stand | 4:53 |